# 광명시의 행정 구역
광명시의 행정 구역은 19행정동 500통 3,193반으로 구성되어 있으며, 2016년 12월 말 주민등록 기준으로 인구는 33만9484 명, 12만7461 가구이다. 광명시의 면적은 38.5 km2(전·답 8.2 km2, 임야 14.4 km2, 대지 6.9 km2, 기타 9.0 km2)이다.

## 행정 구역
광명시의 행정동의 면적과 2016년 12월 말 주민등록 기준 인구와 세대는 다음과 같다.
| 행정동  | 한자    | 면적 (km2) | 인구    | 세대    | 행정 지도 |
| ------- | ------- | ---------- | ------- | ------- | --------- |
| 광명1동 | 光明1洞 | 0.31       | 14,386  | 5,784   |           |
| 광명2동 | 光明2洞 | 0.28       | 11,237  | 4,854   |           |
| 광명3동 | 光明3洞 | 0.30       | 10,346  | 4,692   |           |
| 광명4동 | 光明4洞 | 0.27       | 15,145  | 6,426   |           |
| 광명5동 | 光明5洞 | 0.44       | 15,733  | 6,230   |           |
| 광명6동 | 光明6洞 | 2.41       | 15,516  | 5,693   |           |
| 광명7동 | 光明7洞 | 2.34       | 24,095  | 9,155   |           |
| 철산1동 | 鐵山1洞 | 0.52       | 13,979  | 4,603   |           |
| 철산2동 | 鐵山2洞 | 0.95       | 16,510  | 7,186   |           |
| 철산3동 | 鐵山3洞 | 1.05       | 37,804  | 12,444  |           |
| 철산4동 | 鐵山4洞 | 0.32       | 14,770  | 5,708   |           |
| 하안1동 | 下安1洞 | 3.95       | 28,062  | 9,858   |           |
| 하안2동 | 下安2洞 | 0.51       | 15,931  | 6,730   |           |
| 하안3동 | 下安3洞 | 0.53       | 23,079  | 8,915   |           |
| 하안4동 | 下安4洞 | 0.38       | 14,159  | 5,038   |           |
| 소하1동 | 所下1洞 | 3.80       | 32,579  | 10,786  |           |
| 소하2동 | 所下2洞 | 3.80       | -       | -       |           |
| 일직동  | 日直洞  | 3.45       | -       | -       |           |
| 학온동  | 鶴溫洞  | 12.89      | 2,427   | 1,106   |           |
| 합계    | 光明市  | 38.50      | 339,484 | 127,461 |           |

## 개요
| 행정동         | 법정동 | 설명 |
| -------------- | --- | --- |
| 광명1동        | 광명동(光明洞) | 1914년 시흥군·안산군과 과천군이 시흥군에 흡수·통합되자 시흥군 서면 광명리로 되었다. 1964년 광명1∼3리로 개편되었고, 1970년 광명1∼9리로 재개편되었다. 1979년 시흥군 소하읍 광명출장소 광명1∼36리로 확대·개편된 후 1981년 7월 1일 광명시 광명동으로 되었다. |
| 광명2동        | 광명동(光明洞) | 1914년 시흥군·안산군과 과천군이 시흥군에 흡수·통합되자 시흥군 서면 광명리로 되었다. 1964년 광명1∼3리로 개편되었고, 1970년 광명1∼9리로 재개편되었다. 1979년 시흥군 소하읍 광명출장소 광명1∼36리로 확대·개편된 후 1981년 7월 1일 광명시 광명동으로 되었다. |
| 광명3동        | 광명동(光明洞) | 1914년 시흥군·안산군과 과천군이 시흥군에 흡수·통합되자 시흥군 서면 광명리로 되었다. 1964년 광명1∼3리로 개편되었고, 1970년 광명1∼9리로 재개편되었다. 1979년 시흥군 소하읍 광명출장소 광명1∼36리로 확대·개편된 후 1981년 7월 1일 광명시 광명동으로 되었다. |
| 광명4동        | 광명동(光明洞) | 1914년 시흥군·안산군과 과천군이 시흥군에 흡수·통합되자 시흥군 서면 광명리로 되었다. 1964년 광명1∼3리로 개편되었고, 1970년 광명1∼9리로 재개편되었다. 1979년 시흥군 소하읍 광명출장소 광명1∼36리로 확대·개편된 후 1981년 7월 1일 광명시 광명동으로 되었다. |
| 광명5동        | 광명동(光明洞) | 1914년 시흥군·안산군과 과천군이 시흥군에 흡수·통합되자 시흥군 서면 광명리로 되었다. 1964년 광명1∼3리로 개편되었고, 1970년 광명1∼9리로 재개편되었다. 1979년 시흥군 소하읍 광명출장소 광명1∼36리로 확대·개편된 후 1981년 7월 1일 광명시 광명동으로 되었다. |
| 광명6동        | 광명동(光明洞) | 1914년 시흥군·안산군과 과천군이 시흥군에 흡수·통합되자 시흥군 서면 광명리로 되었다. 1964년 광명1∼3리로 개편되었고, 1970년 광명1∼9리로 재개편되었다. 1979년 시흥군 소하읍 광명출장소 광명1∼36리로 확대·개편된 후 1981년 7월 1일 광명시 광명동으로 되었다. |
| 〃             | | 1914년 시흥군·안산군과 과천군이 시흥군에 흡수·통합되자 시흥군 서면 광명리로 되었다. 1964년 광명1∼3리로 개편되었고, 1970년 광명1∼9리로 재개편되었다. 1979년 시흥군 소하읍 광명출장소 광명1∼36리로 확대·개편된 후 1981년 7월 1일 광명시 광명동으로 되었다. |
| 옥길동(玉吉洞) | 조선 후기 인천군 황등천면 삼리·사리 지역으로 1914년 부천군이 신설됨에 따라 부천군 소래면 옥길리가 되었다. 1964년 옥길1~4리로 개편되었고, 1973년 시흥군 소래면 옥길리로 되었다가 1981년 시흥군 소래읍 옥길1~4리로 바뀌었다. 1983년 옥길2리와 옥길4리는 부천시에 편입되어 부천시 옥길동이 되었고, 옥길1리와 옥길3리는 광명시에 편입되어 옥길동으로 개칭되었다. | |
| 광명7동        | 광명동 | ↑ 참고 |
| 철산1동        | 철산동(鐵山洞) | 조선 전기에는 금천현 서면 지역이었고, 후기에는 시흥군 서면 사성리·철산리 지역이었다. 1914년 시흥군, 안산군, 과천군이 시흥군에 흡수 통합되자 시흥군 서면 철산리로 바뀌었다. 1964년 철산1∼3리로 개편되었고, 1969년 철산1∼5리로 재개편되었다. 1970년 서면출장소 1∼5리로 바뀌었고, 1980년 시흥군 소하읍 광명출장소 철산1∼17리로 확대·개편되었다. 1981년 7월 1일 광명시 철산동으로 승격되었다. |
| 철산2동        | 철산동(鐵山洞) | 조선 전기에는 금천현 서면 지역이었고, 후기에는 시흥군 서면 사성리·철산리 지역이었다. 1914년 시흥군, 안산군, 과천군이 시흥군에 흡수 통합되자 시흥군 서면 철산리로 바뀌었다. 1964년 철산1∼3리로 개편되었고, 1969년 철산1∼5리로 재개편되었다. 1970년 서면출장소 1∼5리로 바뀌었고, 1980년 시흥군 소하읍 광명출장소 철산1∼17리로 확대·개편되었다. 1981년 7월 1일 광명시 철산동으로 승격되었다. |
| 철산3동        | 철산동(鐵山洞) | 조선 전기에는 금천현 서면 지역이었고, 후기에는 시흥군 서면 사성리·철산리 지역이었다. 1914년 시흥군, 안산군, 과천군이 시흥군에 흡수 통합되자 시흥군 서면 철산리로 바뀌었다. 1964년 철산1∼3리로 개편되었고, 1969년 철산1∼5리로 재개편되었다. 1970년 서면출장소 1∼5리로 바뀌었고, 1980년 시흥군 소하읍 광명출장소 철산1∼17리로 확대·개편되었다. 1981년 7월 1일 광명시 철산동으로 승격되었다. |
| 철산4동        | 철산동(鐵山洞) | 조선 전기에는 금천현 서면 지역이었고, 후기에는 시흥군 서면 사성리·철산리 지역이었다. 1914년 시흥군, 안산군, 과천군이 시흥군에 흡수 통합되자 시흥군 서면 철산리로 바뀌었다. 1964년 철산1∼3리로 개편되었고, 1969년 철산1∼5리로 재개편되었다. 1970년 서면출장소 1∼5리로 바뀌었고, 1980년 시흥군 소하읍 광명출장소 철산1∼17리로 확대·개편되었다. 1981년 7월 1일 광명시 철산동으로 승격되었다. |
| 하안1동        | 하안동(下安洞) | 조선 전기에는 금천현 서면이었고, 말기에는 시흥군 서면 하평리·유일리·안현리였다. 1914년 시흥군, 안산군, 과천군이 시흥군에 흡수 통합되자 시흥군 서면 하안리로 통칭되었다. 1964년 하안1∼4리로 개편되었고, 1979년 시흥군 소하읍 하안1∼4리로 바뀌었다. 1981년 7월 1일 광명시 하안동으로 승격되었다.                                                                                            |
| 하안2동        | 하안동(下安洞) | 조선 전기에는 금천현 서면이었고, 말기에는 시흥군 서면 하평리·유일리·안현리였다. 1914년 시흥군, 안산군, 과천군이 시흥군에 흡수 통합되자 시흥군 서면 하안리로 통칭되었다. 1964년 하안1∼4리로 개편되었고, 1979년 시흥군 소하읍 하안1∼4리로 바뀌었다. 1981년 7월 1일 광명시 하안동으로 승격되었다.                                                                                            |
| 하안3동        | 하안동(下安洞) | 조선 전기에는 금천현 서면이었고, 말기에는 시흥군 서면 하평리·유일리·안현리였다. 1914년 시흥군, 안산군, 과천군이 시흥군에 흡수 통합되자 시흥군 서면 하안리로 통칭되었다. 1964년 하안1∼4리로 개편되었고, 1979년 시흥군 소하읍 하안1∼4리로 바뀌었다. 1981년 7월 1일 광명시 하안동으로 승격되었다.                                                                                            |
| 하안4동        | 하안동(下安洞) | 조선 전기에는 금천현 서면이었고, 말기에는 시흥군 서면 하평리·유일리·안현리였다. 1914년 시흥군, 안산군, 과천군이 시흥군에 흡수 통합되자 시흥군 서면 하안리로 통칭되었다. 1964년 하안1∼4리로 개편되었고, 1979년 시흥군 소하읍 하안1∼4리로 바뀌었다. 1981년 7월 1일 광명시 하안동으로 승격되었다.                                                                                            |
| 소하1동        | 소하동(所下洞) | 조선 전기에는 금천현 서면 지역이었고, 조선 후기에는 시흥군 서면 소하리·가리대리였다가, 1914년 시흥군 서면 소하리로 바뀌었다. 1964년 소하1리~4리로 개편되었고, 1979년 소하읍 소하 1∼3리로 바뀌었다. 1981년 7월 1일 소하동으로 바뀌면서 일직3리를 편입하였다. 법정동인 이 동은 행정동인 소하1·2동으로 나뉘어 있다.                                                                          |
| 소하2동        | 소하동(所下洞) | 조선 전기에는 금천현 서면 지역이었고, 조선 후기에는 시흥군 서면 소하리·가리대리였다가, 1914년 시흥군 서면 소하리로 바뀌었다. 1964년 소하1리~4리로 개편되었고, 1979년 소하읍 소하 1∼3리로 바뀌었다. 1981년 7월 1일 소하동으로 바뀌면서 일직3리를 편입하였다. 법정동인 이 동은 행정동인 소하1·2동으로 나뉘어 있다.                                                                          |
| 일직동         | 일직동(日直洞) | 조선 후기 시흥군 서면 일직리·자경리 지역으로 1914년 금천(시흥)·안산·과천 등 3개의 군을 시흥군으로 통합하면서 시흥군 서면 일직리로 되었다. 1964년 일직1~3리로 개편되었고, 1979년 소하읍 일직리가 되었다. 1981년 7월 1일 시흥군 소하읍이 광명시로 승격되면서 광명시 일직동으로 개칭되었다.                                                                                                  |
| 학온동         | 가학동(駕鶴洞) | 조선 후기 시흥군 남면 가학리·유등리·노온곡리 지역으로 1914년 금천(시흥)·안산·과천 등 3개의 군을 시흥군으로 통합하면서 시흥군 서면 가학리로 되었다. 1964년 가학1~5리로 개편되었고, 1979년 서면이 소하읍으로 승격하였다. 1981년 7월 1일 시흥군 소하읍이 광명시로 승격되면서 광명시 가학동으로 개칭되었다.                                                                                   |
| 학온동         | 노온사동(老溫寺洞) | 조선 후기 시흥군 남면 노온사리·아방리 지역으로 1914년 금천(시흥)군·안산군·과천군을 시흥군으로 흡수통합함에 따라 시흥군 서면 노온사리로 되었다. 1964년 노온사1~4리로 개편되었고, 1979년 서면이 소하읍으로 승격되었다. 1981년 7월 1일 시흥군 소하읍이 광명시로 승격되면서 광명시 노온사동이 되었다.                                                                                         |

## 역사
1981년 7월 1일 : 시흥군 소하읍이 광명시로 승격하였다.
| 개편 전 | 개편 후 |
| --- | --- |
| 시흥군 소하읍 광명리(光明里)·철산리(鐵山里)·하안리(下安里)·소하리(所下里)·일직리(日直里)·가학리(駕鶴里)·노온사리(老溫寺里) | 광명시 광명동(光明洞)·철산동(鐵山洞)·하안동(下安洞)·소하동(所下洞)·일직동(日直洞)·가학동(駕鶴洞)·노온사동(老溫寺洞) |

1983년 2월 15일 : 시흥군 소래읍 옥길리 일부(1리·3리)가 광명시로 편입되었다.
1995년 3월 1일 : 서울특별시 구로구의 일부가 금천구로 분리되었고, 이와 함께 광명시의 안양천 동쪽 지역이 금천구로 편입되었다.
| 개편 전                                           | 개편 후                                  |
| ------------------------------------------------- | ---------------------------------------- |
| 서울특별시 구로구 독산동, 시흥동, 가리봉동 대부분 | 서울특별시 금천구 독산동, 시흥동, 가산동 |
| 광명시 철산동, 하안동, 소하동 중 일부             | 서울특별시 금천구 독산동, 시흥동, 가산동 |